# 高麗禑王
高麗禑王（：／ Goryeo U'wang；1365年—1389年），名禑（：／ Wang U），是高丽王朝第32位国王（1374年至1388年在位），高丽恭愍王和奴婢般若所生之子。初名牟尼奴（：／ Monino）。

## 生平
高丽恭愍王十四年（1365年）生，封江宁府院大君。
恭愍王被男宠和內侍弒殺（一说權臣李仁任唆使）之後，被守门下侍中李仁任拥立为王，时年十岁。高麗朝政皆由李仁任控制，遣密直使张子温、典工判书闵伯萱至明朝告讣，请赐谥承袭。请谥表曰：“窃念臣父先臣颛，早承旧服，爰处遐方，幸逢圣人之兴，灼见天命之集，既委质于事上，亦尽心而治民，若稽成规，宜请殊号。伏望同仁夷夏，施泽幽明，察先臣笃于忠贞，哀孤臣迫于痛悼，举易名之典，副向化之诚，则臣谨当宣孝治于一方，祝圣寿于万岁。”承袭表曰：“伏念臣禑恶运既深，先臣奄逝，年龄甚弱，方居衰绖之庐，政事惟繁，难旷蕃宣之职。兹当呼吁，切切兢惶。伏望推无外之洪恩，降由中之明诏，俾小国得遵旧典，许孤臣仍守遺基，则臣谨当永坚保釐之心，上答生成之造。”明朝礼部主事林密被护送官金义执送北元，张子温、闵伯萱逃回。
禑王元年（1375年）正月，遣判宗簿寺事崔源如京師告丧、请谥及承袭。北元遣翰林承旨孛刺的前来册封：“夫父死子继，古今之通谊也。理苟安，何难改作？今以牟尼奴为征东省左丞相、高丽国王！于戏！稽古象贤，期于为治而已，牟尼奴其益懋迺心，保乂我民！毋替若祖为我国藩辅之义，则忠孝之道于是在矣。往敬之哉，益光宠命！”
1375年，倭寇首領藤經光要求高麗向其進貢糧食。於是，一位高麗將領打算先假裝答應然後宴請倭寇，藉機誘殺藤經光。可惜這個計謀被泄露，藤經光與其黨徒一起逃到了海上，僅有三名倭寇被捕殺。為了進行報復，倭寇開始在全羅道等沿海地區大批屠殺高麗婦女和兒童。
1377年农历八月，有番僧自和林至高丽，对高丽人说：“帝将以瀋王孙（即脫脫不花）为高丽国王。”高丽将番僧逮捕，经审讯，认为番僧有精神病，释放。但是之后北元打算用脫脫不花替换禑王。高麗朝廷坚决抵制，最终作罢。
1380年8月，倭寇袭击高丽，咸阳郡陷落，500名高丽士兵和2名将领战死。9月，李成桂率領高麗軍隊在南原與倭寇主力進行決戰，戰鬥陷入膠著。李成桂找來部將李之蘭，一起射殺倭寇首領阿只拔都，擊退倭寇，使其無力騷擾高麗邊境。
明太祖洪武二十一年（1388年），明朝在原双城总管府之地设置铁岭卫，移文告知高丽。由于高丽已经占领该地32年，王禑不愿放弃该地，于是在判三司事崔莹建议下，准备进攻辽东，守门下侍中李成桂反对无效。是年四月，王禑派左军都统使曹敏修、右军都统使李成桂出兵攻辽东。王禑還下令禁止使用洪武年號，恢復胡服。五月，曹敏修、李成桂渡过鸭绿江后，发觉行军困难、粮饷不济，上书要求班师，王禑不听。于是在威化島回軍，回师松都，流放並處死崔莹。六月，王禑被李成桂逼迫退位，其子王昌即位，並恢復洪武年號，禁止胡服，沿襲大明衣冠。
1389年十一月，王禑意图复辟，事觉，李成桂又废了其子王昌，改立高丽宗室王瑶为王。迁王禑于江陵島，流王昌於江華島。十二月，杀之。
朝鲜王朝编撰的《高丽史》声称王禑不是高丽恭愍王之子，而是其宠臣辛旽之子，称为辛禑（：／ Sin U）。《高丽史》沒有将他在位期间列入世家，而是列入列传之中，不承认其国王的合法性。甚至有说法称他的母亲根本不是般若，父亲也不是辛旽，他是僧人能祐母亲偷来的孩子。不過，高麗末、朝鮮初的隱士元天錫，在其私著的《耘谷行錄》裡也提到王禑之父就是恭愍王，而根本不是辛旽。
后世史学家普遍认为辛旽生下王禑的说法是朝鲜王朝史官对他的污蔑。

## 高丽与女真的冲突
1382年，明朝命故元降将胡拔都深入到东女真地区，招抚当地的女真人等。翌年八月，胡拔都又率部进抵端州，女真首领金同不花降附，高丽令大将李成桂率兵出击，双方战于吉州平，女真败退。1384年，明又派女真千户白把山率70余骑至北青州，这是明准备接管故元合兰府辖区的又一次试探，但由于兵力单薄，为高丽军击退。

## 家庭

### 妃嫔
王禑的妃嫔共有十二人，称为九妃三翁主，为《高丽史》所不載。
九妃三翁主分別是：
- 谨妃李氏（李琳之女，王昌之母）
- 宁妃崔氏（崔莹之女）
- 毅妃鲁氏
- 淑妃崔氏
- 安妃姜氏
- 正妃申氏
- 德妃曹氏
- 善妃王氏
- 贤妃安氏
- 和顺翁主（绰号小梅香）
- 明顺翁主（绰号燕双飞）
- 宁善翁主（绰号七点仙，原为密直南秩之妾）

### 子
- 高丽国王王昌